# Fernand Franck
Fernand Franck (Esch-sur-Alzette, Luxemburgo, 6 de mayo de 1934) es un prelado católico luxemburgués, actualmente es arzobispo emérito de Luxemburgo y fue arzobispo en funciones de 1990 a 2011.

## Biografía
Fernand Franck Nació en Esch-sur-Alzette, Luxemburgo, el 6 de mayo de 1934, único hijo del matrimonio de Jean Franck y Catherine Kaster. Asistió a la escuela primaria y secundaria en Esch-sur-Alzette, después de su servicio militar en Bitburgo, Capellen y Luxemburgo, ingresó en el seminario de Luxemburgo en 1954 y en 1959 a la Universidad de Münster para cursar teología.
Tras ser ordenado sacerdote el 29 de junio de 1960, en Münster, fue asignado vicario en Differdange (1960-1971) y luego como párroco en Clausen (1971-1977). En 1977, fue nombrado secretario general de la Sociedad para la Propagación de la Fe en el Vaticano, organismo dependiente de la Congregación para la Evangelización de los Pueblos, cargo que lo llevó a coordinar el trabajo de misioneros en todo el mundo, por lo que todos los años viajaba a varios países durante varios meses.  A partir de 1988 fue secretario general de la Sociedad de San Pedro Apóstol en Roma.
El 21 de diciembre de 1990, el papa Juan Pablo II lo nombró arzobispo de Luxemburgo, siendo ordenado obispo el 2 de febrero de 1991 en la catedral de Santa María de Luxemburgo por su antecesor, el arzobispo emérito Jean Hengen. Los coconsagrantes fueron José Tomás Sánchez, prefecto de la Sagrada Congregación para el Clero y Hermann Josef Spital, arzobispo de Tréveris. Eligió como lema Ut unum sint (Que sean uno), tomado de Juan 17:11.
En 1994  fue nombrado primer gran prior de la lugartenencia de Luxemburgo de la orden del Santo Sepulcro de Jerusalén, ese mismo año logró el reconocimiento del idioma luxemburgués como lengua litúrgica por parte de la Santa Sede, lo cual significó un paso muy importante ya que supuso la elaboración de los primeros textos de oración en ese idioma. Desde 2006 es el presidente de la Liga de oración del beato Carlos de Austria para la paz entre las naciones. Monseñor Franck eligió como su sucesor al jesuita Jean-Claude Hollerich, después de que el 12 de julio de 2011 el papa Benedicto XVI aceptara su renuncia como arzobispo de Luxemburgo de acuerdo al derecho canónico al cumplir 75 años.
En 2014 sufrió un accidente en el que fue atropellado mientras cruzaba un paso peatonal en Roma, resultando herido de gravedad en la rodilla, y al día siguiente fue repatriado por vía aérea a Luxemburgo, donde fue operado de emergencia.
El 2 de febrero de 2016 el arzobispo Jean-Claude Hollerich de Luxemburgo ofició una misa de acción de gracias por el 25 aniversario de ordenación episcopal de monseñor Fernand Franck. El príncipe Guillermo de Luxemburgo (hermano del gran duque reinante) y su esposa Sibilla (bisnieta del rey Alfonso XIII de España), asistieron a la ceremonia en representaron de la casa real.

## Honores y condecoraciones
- 1977: Nombramiento como prelado honorario de Su Santidad ("Monseñor") por el papa Juan Pablo II.[5]
- 2003: Doctorado honoris causa en Letras y Humanidades por la Universidad del Sagrado Corazón de Luxemburgo, en reconocimiento a su liderazgo sobresaliente y su apoyo continuo a los laicos de la Iglesia.[5]
- 2011: Capitular honorario del cabildo de la catedral de Tréveris.[5]

Condecoraciones luxemburguesas
- Oficial de la Orden del Mérito del Gran Ducado de Luxemburgo (1977)
- Oficial de la Orden de la Corona de Roble (1977)
- Gran Oficial de la Orden del Mérito del Gran Ducado de Luxemburgo (1997)

Condecoraciones extranjeras
- Francia: Caballero de la Legión de Honor (1977)
- Santa Sede: Gran cruz de la orden del Santo Sepulcro de Jerusalén (2011)